# Höllenbach (Waginger See)
Der Höllenbach ist ein knapp acht Kilometer langer Zufluss des Waginger Sees auf der Gemarkung des Marktes Waging am See im oberbayrischen Landkreis Traunstein.

## Verlauf
Der Höllenbach entspringt auf wenig über 555 m ü. NHN etwas südwestlich des Kirchdorfs Tettelham von Waging am See in einer Wiese. Auf etwas mehr als der ersten Hälfte seines Laufs fließt er nach Südosten und passiert dabei in Abstand unter anderem das Kirchdorf Otting, wonach er kurz nacheinander beim Haltepunkt Otting die St 2104 und die Bahnstrecke Traunstein–Waging unterquert. An der Mittermühle nimmt er auf wenig über 481 m ü. NHN den Altbach auf, der den Demmel- und den Kammerfilz nach Osten hin entwässert und am Zusammenfluss auch dank seines großen rechten Zulaufes Panolsgraben ein größeres Einzugsgebiet hat als der Höllenbach bis hierher. Der nun schon selbst ostwärts fließende Bach biegt dann auf Nordostkurs, läuft so durch Markt Waging selbst und dicht an Fisching vorbei. In zuletzt ungefähr nördlicher Richtung fließt er dann bei einem Campingplatz auf etwa 442 m ü. NHN an der Spitze einer durch Sedimentablagerung etwa hundert Meter vorspringenden Geländezunge in den Waginger See ein.

## Gewässerqualität
Bevor in Waging am See eine Kläranlage errichtet wurde, wurde das gesamte Abwasser der Molkerei und des Marktdorfes ungeklärt in den Höllenbach eingeleitet, was der Wasserqualität des Bachs und des Waginger Sees ganz erheblich schadete. Nach Inbetriebnahme des Klärwerkes verbesserte sich die Wasserqualität beider deutlich.